# Tyran à gorge blanche
Tyrannus albogularis
Espèce
Statut de conservation UICN

 LC  : Préoccupation mineure
Le Tyran à gorge blanche (Tyrannus albogularis) est une espèce de passereaux de la famille des Tyrannidae.

## Description
Le tyran à les ailes, le dessus et la queue de couleur marron-vert, une gorge blanche et un ventre jaune vif. Il a les yeux noirs-orangés, un bec noir, une calotte et une nuque gris clair et un trait sourcilier gris-noir. Il s’agit d’une espèce de petite taille. Le corps est élancé et les pattes sont noires.
Du fait d'une syrinx assez simple, leurs vocalisations le sont elles aussi. Les phrases de chant sont courtes, peu élaborées, tout comme ses cris.

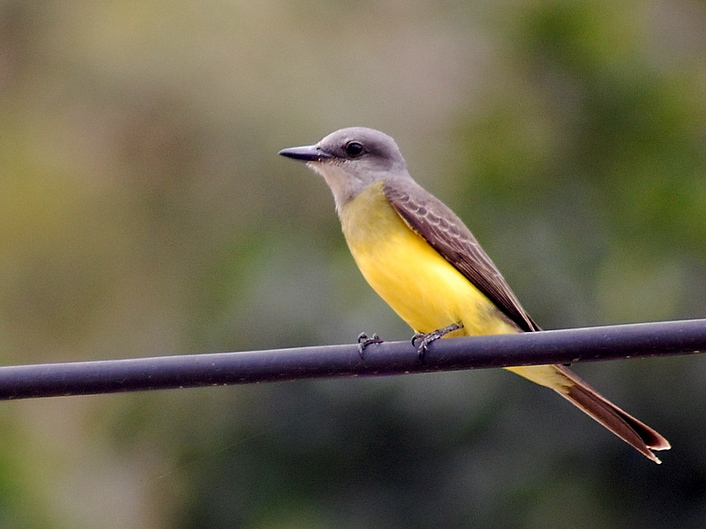
Tyran à gorge blanche

## Habitat et comportement
Le tyran à gorge blanche habite le sud du Venezuela et de la Guyane jusqu'au nord de la Bolivie et de l’Amazonie brésilienne. Il est présent dans la forêt tropicale et subtropicale sèche ou humide de plaine, la savane sèche, et les zones arbustives tropicales ou subtropicales humides,.
Le tyran à gorge blanche est essentiellement insectivore, il capture ses proies au sol ou en vol. Les petits fruits arrivent en seconde position dans leur régime.
Le tyran à gorge blanche est un migrateur intracontinental. Il est résident de l'Est du bassin amazonien. Son aire de répartition s'étend vers l'est jusqu'au Cerrado (où il est un migrateur de passage dans la partie nord) et vers le nord jusqu'au bouclier guyanais, à l'exception de la région côtière (à l'est vers l'île de Marajó).

Aire de répartition du tyran à gorge blanche

## Statut de conservation
La population est stable, elle est considérée par l’UICN comme « préoccupation mineure »,.